# اورگی مارتین نونیز
اورگی مارتین نونیز (انگلیسی: Jorge Martín Núñez؛ زادهٔ ۲۲ ژانویهٔ ۱۹۷۸) یک بازیکن فوتبال اهل پاراگوئه است.
وی همچنین در تیم ملی فوتبال پاراگوئه بازی کرده‌است.